# Waikamaka (rivière)
La rivière Waikamaka  (en anglais : Waikamaka River ) est un cours d’eau de la  région de Manawatu-Wanganui située dans l’Île du Nord de la Nouvelle-Zélande.

## Géographie
C’est un affluent de la rivière  Whakaurekou, qui constitue une partie du  système du fleuve Rangitikei. La rivière Waikamaka s’écoule vers le nord-ouest à partir de sa source dans la chaîne des Ruahine pour atteindre la rivière Whakaurekou  à 15 km à l’est de la ville de Taihape.
(en) Land Information New Zealand, « détail emplacement: Waikamaka (rivière) », sur New Zealand Gazetteer